# Taratata
Taratata é um programa de televisão francês que mostra actos de rock. Estreou em 1993 com a apresentação de Nagui e ia ao ar no canal France 2. Foi cancelado em 2000 e voltou em Abril de 2005 indo ao ar no France 4.